# Siksjön (Särna socken, Dalarna)
Siksjön är en sjö i Älvdalens kommun i Dalarna och ingår i Dalälvens huvudavrinningsområde. Sjön har en area på 0,655 kvadratkilometer och ligger 573,1 meter över havet. Sjön avvattnas av vattendraget Silan.

## Delavrinningsområde
Siksjön ingår i det delavrinningsområde (684783-134492) som SMHI kallar för Inloppet i Djupsilsjön. Medelhöjden är 607 meter över havet och ytan är 12,92 kvadratkilometer. Det finns inga avrinningsområden uppströms utan avrinningsområdet är högsta punkten. Silan som avvattnar avrinningsområdet har biflödesordning 3, vilket innebär att vattnet flödar genom totalt 3 vattendrag innan det når havet efter 457 kilometer. Avrinningsområdet består mestadels av skog (73 procent) och sankmarker (22 procent). Avrinningsområdet har 0,65 kvadratkilometer vattenytor vilket ger det en sjöprocent på 5,1 procent.